# Yabrud (Ramal·lah)
Yabrud (àrab: يبرود, Yabrūd) és una vila palestina de la governació de Ramal·lah i al-Bireh, al centre de Cisjordània, situada 13 kilòmetres al nord-est de Ramal·lah. Segons l'Oficina Central d'Estadístiques de Palestina (PCBS), tenia 824 habitants en 2016. Es troba a 790 metres sobre el nivell del mar.